# Hajdina
Hajdina (in tedesco Haidin) è un comune di 3 492 abitanti della Slovenia nord-orientale.
Durante il dominio asburgico Hajdina fu comune autonomo.

## Località
Il comune di Hajdina è diviso in sette insediamenti (naselja):
| - Draženci - Gerečja vas - Hajdoše - Skorba | - Slovenja vas - Spodnja Hajdina - Zgornja Hajdina |